# Appetjärnen
Appetjärnen är en sjö i Sorsele kommun i Lappland och ingår i Umeälvens huvudavrinningsområde. Appetjärnen ligger i Vindelälven Natura 2000-område. Sjöns area är 0,09 kvadratkilometer och den är belägen 363 meter över havet.